# Амритрадж, Ананд
Ананд Амритрадж (англ. Anand Amritraj; р. 20 марта 1952, Мадрас) — индийский теннисист и предприниматель, брат Виджая и Ашока Амритраджа. Победитель 12 профессиональных турниров в парном разряде, двукратный финалист Кубка Дэвиса в составе сборной Индии.

## Биография
Ананд Амритрадж родился в 1952 году в Мадрасе (в настоящее время Ченнай) в семье Роберта Амритраджа и Мэгги Дхайриам. Ананд и его братья учились в тамильской школе Дон Боско в Мадрасе, а затем в иезуитском Колледже Лойолы, также в Мадрасе. Впоследствии и Ананд, и оба его брата занимались профессинальным теннисом. Также в профессиональный теннис играют сын Ананда Стивен (муж теннисистки Алисон Риск) и его племянник (сын Виджая Амритраджа) Пракаш.
После окончания активной карьеры Ананд Амритрадж занимается спортивным бизнесом. Он стал одним из основателей теннисной академии Britannia Amritraj в Ченнае и является владельцем спортивно-физкультурного клуба Health & Racquet Facility на Лонг-Айленде (Нью-Йорк), основанного им ещё в середине 80-х годов. В начале нового века в сферу его бизнеса вошла также мобильная связь в партнёрстве с концерном Deutsche Telecom. Ананд также работает спортивным комментатором индийского канала Star TV, а в первой половине 2000-х годов вёл трансляции с Уимблдона для BBC. В сентябре 2013 года Ананд Амритрадж был назначен новым капитаном сборной Индии в Кубке Дэвиса.

## Спортивная карьера
Ананд Амритрадж становился чемпионом Индии среди юношей с 1966 по 1970 год. Уже в 1968 году он провёл свой первый матч за сборную Индии в Кубке Дэвиса, за которую выступал потом до 1988 года — одна из самых долгих карьер в индийской сборной.
С 1973 года постоянным партнёром Ананда в играх в парном разряде стал младший брат Виджай. Они образовали одну из самых результативных пар в истории тенниса, составленных из братьев. Вместе они выиграли восемь профессиональных турниров, что уступает показателям только двух братских пар — Боба и Майка Брайанов и Тима и Тома Галликсонов. Также они вместе играли в финалах ещё восьми турниров, а однажды, в 1982 году в Балтиморе, встретились в финале на разных сторонах корта. В этом поединке постоянных партнёров сильней оказался Ананд, выступавший в паре с Тони Джаммалвой из США.
Всего за карьеру Ананд Амритрадж выиграл 12 профессиональных турниров в парном разряде. Другими его достижениями стали выход в 1976 году в паре с Виджаем в полуфинал Уимблдонского турнира (где они обыграли в первом круге пару, составленную из предыдущей и следующей первой ракетки мира в парном разряде — Боба Хьюитта и Фрю Макмиллана, а затем уступили действующему первому номеру в рейтинге, Раулю Рамиресу, выступавшему с Брайаном Готтфридом) и два выхода в финал Кубка Дэвиса. Первый раз это событие произошло в 1974 году, но в финале индийцы играть отказались, поскольку им противостояла команда ЮАР, где тогда действовал режим апартеида. Во второй раз Ананд дошёл со сборной до финала в 1987 году, в конце карьеры, после побед над командами Аргентины, Израиля и Австралии, но в финале индийцы не смогли противостоять составленной из лучших игроков мира того времени шведской сборной, проиграв всухую.
Успехи Ананда в одиночном разряде были скромней, чем в парном, и не могли сравниться с результатами других ведущих индийских теннисистов, но тем не менее он выиграл в 1976 году национальное первенство Индии, входил в число ста лучших игроков мира в рейтинге АТР, а за сборную провёл в одиночном разряде 27 игр. Он трижды за карьеру доходил до полуфинала турниров Гран-при в одиночном разряде, причём в первом, в Гонконге в 1973 году, его остановил знаменитый Род Лейвер. Он один раз, в 1976 году в Колумбусе, сыграл против Виджая в одиночном разряде в профессиональном турнире и проиграл в двух сетах. С ещё одним братом, Ашоком, жребий его в профессиональных турнирах так и не свёл. Самый известный из соперников, побеждённых Анандом в одиночном разряде, — Джон Макинрой, которого он обыграл в 1977 году, в начале карьеры; меньше чем через три года Макинрой стал первой ракеткой мира.

## Участие в финалах профессиональных турниров в парном разряде (30)

### Победы (12)
| №   | Дата        | Турнир                                | Покрытие | Партнёр          | Соперники в финале             | Счёт в финале |
| --- | ----------- | ------------------------------------- | -------- | ---------------- | ------------------------------ | ------------- |
| 1.  | 18 ноя 1973 | Крайстчерч, Новая Зеландия            |          | Фред Макнейр     | Джефф Симпсон Юрген Фассбендер | без игры      |
| 2.  | 19 авг 1974 | Колумбус, Огайо, США                  | Хард     | Виджай Амритрадж | Том Гормен Боб Лутц            | без игры      |
| 3.  | 16 ноя 1974 | Бомбей, Индия                         | Грунт    | Виджай Амритрадж | Дик Крили Онни Парун           | 6-4, 7-6      |
| 4.  | 24 мар 1975 | Атланта, США                          | Ковёр    | Виджай Амритрадж | Клифф Драйсдейл Марк Кокс      | 6-3, 6-2      |
| 5.  | 15 сен 1975 | Лос-Анджелес, США                     | Хард     | Виджай Амритрадж | Клифф Драйсдейл Марти Риссен   | 7-6, 4-6, 6-4 |
| 6.  | 9 мар 1976  | Мемфис, Теннесси, США                 | Ковёр    | Виджай Амритрадж | Марти Риссен Роско Таннер      | 6-3, 6-4      |
| 7.  | 13 июн 1977 | Лондон (Queen's Club), Великобритания | Трава    | Виджай Амритрадж | Джон Ллойд Дэвид Ллойд         | 6-1, 6-2      |
| 8.  | 25 сен 1978 | Мехико, Мексика                       | Грунт    | Виджай Амритрадж | Фред Макнейр Рауль Рамирес     | 6-4, 7-5      |
| 9.  | 28 апр 1980 | Сан-Паулу, Бразилия                   | Ковёр    | Фриц Бюнинг      | Дэвид Картер Крис Льюис        | 7-6, 6-2      |
| 10. | 1 ноя 1982  | Балтимор, США                         | Ковёр    | Тони Джаммалва   | Виджай Амритрадж Сэндон Столл  | 7-5, 6-2      |
| 11. | 30 ноя 1982 | Чикаго, США                           | Ковёр    | Виджай Амритрадж | Майк Кэхилл Брюс Мэнсон        | 3-6, 6-2, 6-3 |
| 12. | 11 июл 1983 | Штутгарт, ФРГ                         | Грунт    | Майк Бауэр       | Павел Сложил Томаш Шмид        | 4-6, 6-3, 6-2 |

### Поражения (18)
| №   | Дата        | Турнир                        | Покрытие | Партнёр            | Соперники в финале            | Счёт в финале |
| --- | ----------- | ----------------------------- | -------- | ------------------ | ----------------------------- | ------------- |
| 1.  | 21 окт 1973 | Нью-Дели, Индия               |          | Виджай Амритрадж   | Джим Макманус Рауль Рамирес   | 2-6, 4-6      |
| 2.  | 25 авг 1974 | Саут-Орейндж, Нью-Джерси, США | Хард     | Виджай Амритрадж   | Брайан Готтфрид Рауль Рамирес | 6-7, 7-6, 6-7 |
| 3.  | 10 фев 1975 | Торонто, Канада               | Ковёр    | Виджай Амритрадж   | Эрик ван Диллен Дик Стоктон   | 4-6, 5-7, 1-6 |
| 4.  | 10 мар 1975 | Вашингтон, США                | Ковёр    | Виджай Амритрадж   | Расселл Симпсон Майк Эстеп    | 6-75, 3-6     |
| 5.  | 5 авг 1975  | Луисвилл, Кентукки, США       | Грунт    | Виджай Амритрадж   | Гильермо Вилас Войтек Фибак   | без игры      |
| 6.  | 17 ноя 1975 | Калькутта, Индия              | Грунт    | Виджай Амритрадж   | Хуан Хисберт Мануэль Орантес  | 6-1, 4-6, 3-6 |
| 7.  | 7 ноя 1976  | Гонконг                       | Хард     | Илие Настасе       | Хэнк Пфистер Бутч Уолтс       | 4-6, 2-6      |
| 8.  | 15 ноя 1976 | Манила, Филиппины             | Хард     | Коррадо Барадзутти | Росс Кейс Джефф Мастерс       | 0-6, 1-6      |
| 9.  | 15 янв 1979 | Балтимор, США                 | Ковёр    | Клифф Драйсдейл    | Марти Риссен Шервуд Стюарт    | 6-7, 4-6      |
| 10. | 19 мар 1979 | Сан-Хосе, Коста-Рика          | Хард     | Колин Дибли        | Гильермо Вилас Ион Цириак     | 4-6, 6-2, 4-6 |
| 11. | 9 апр 1979  | Каир, Египет                  | Грунт    | Виджай Амритрадж   | Питер Макнамара Пол Макнами   | 5-7, 4-6      |
| 12. | 13 авг 1979 | Стоу, Вермонт, США            | Хард     | Колин Дибли        | Фрю Макмиллан Боб Хьюитт      | 6-3, 3-6, 4-6 |
| 13. | 10 мар 1980 | Сан-Хосе, Коста-Рика (2)      | Хард     | Ник Савиано        | Альваро Фильоль Хайме Фильоль | 2-6, 6-7      |
| 14. | 14 апр 1980 | Лос-Анджелес, США             | Хард     | Джон Остин         | Брайан Тичер Бутч Уолтс       | 2-6, 4-6      |
| 15. | 18 авг 1980 | Атланта, США                  | Хард     | Джон Остин         | Том Галликсон Бутч Уолтс      | 7-6, 6-7, 5-7 |
| 16. | 6 апр 1981  | Хьюстон, США                  | Грунт    | Фред Макнейр       | Шервуд Стюарт Марк Эдмондсон  | 4-6, 3-6      |
| 17. | 3 авг 1981  | Колумбус, США                 | Хард     | Виджай Амритрадж   | Брюс Мэнсон Брайан Тичер      | 1-6, 1-6      |
| 18. | 21 фев 1983 | Делрей-Бич, Флорида, США      | Грунт    | Джохан Крик        | Павел Сложил Томаш Шмид       | 6-7, 4-6      |

## Участие в финальных матчах Кубка Дэвиса (2)
Поражения (2)
| №  | Год  | Место    | Команда                                                    | Соперник в финале                                  | Счёт             |
| 1. | 1974 |          | Индия                                                      | ЮАР                                                | без игры (отказ) |
| 2. | 1987 | Гётеборг | Индия А. Амритрадж, В. Амритрадж, Ш. Васудеван, Р. Кришнан | Швеция М.Виландер, Й. Нюстрем, С. Эдберг, А. Яррид | 0-5              |